# Distretto di Jiangyang
Il distretto di Jiangyang (江阳区S, Jiāngyáng QūP) è un distretto della Cina, situato nella provincia di Sichuan e amministrato dalla prefettura di Luzhou.